# ASRAAM
Napredna raketa zrak-zrak kratkog dometa (ASRAAM), poznata i po svojoj američkoj oznaci AIM-132, jest projektil zrak-zrak s infracrvenim navođenjem. Proizvodi je MBDA UK, a dizajnirana je za borbu iz blizine. U službi je Kraljevskog ratnog zrakoplovstva (RAF), zamjenjujući AIM-9 Sidewinder. ASRAAM je dizajniran da omogući pilotu da puca i zatim se okrene prije nego što se protivnički zrakoplov može približiti za pucanje. Leti brzinom znatno većom od 3 Macha do dometa većih od 25 kilometara. Zadržava manevarsku sposobnost od 50 g. 
Projekt je započeo kao britansko-njemačka suradnja 1980-ih. Bio je to dio šireg sporazuma u kojem će SAD razviti AIM-120 AMRAAM za srednje domete, dok će ASRAAM zamijeniti Sidewinder dizajnom koji bi pokrio veliku razliku u dometu između Sidewindera i AMRAAM-a. Njemačka je napustila program 1989., a Britanci su nastavili sami i projektil je uveden u službu RAF-a 1998. godine. Uvodi se u Indijske zračne snage, Katarske zračne snage i Kraljevske zračne snage Omana, a ranije je služio u Kraljevskim zračnim snagama Australije. Dijelovi projektila korišteni su u zajedničkoj protuzračnoj modularnoj raketi.

## Opis

### Karakteristike
ASRAAM je projektil zrak-zrak visoke brzine, izuzetno sposoban za manevriranje s toplinskim navođenjem. Izgradio ga je MBDA UK, a dizajniran je kao projektil "ispali i zaboravi". ASRAAM je namijenjen otkrivanju i lansiranju na ciljeve na većim udaljenostima kako bi se oborio neprijateljski zrakoplov mnogo prije nego što se dovoljno približi da može pucati iz vlastitog oružja. U tom pogledu ASRAAM ima više zajedničkog s AMRAAM-om nego druge infracrvene rakete, iako zadržava visoku sposobnost manevriranja. Kako bi osigurao potrebnu snagu, ASRAAM je izgrađen na raketnom motoru promjera 16,51 cm u usporedbi sa Sidewinderovim (AIM-9M i X) i IRIS-T od 12,7 cm. To ASRAAM-u daje značajno veći potisak i time povećanu brzinu i domet do 50 km. 
Glavno poboljšanje je novi tragač slike s infracrvenim nizom rezolucije 128×128 koji je proizveo Hughes prije nego što ih je kupio Raytheon. Ovaj tragač ima veliki domet opažanja, visoku otpornost na protumjere, sposobnost zaključavanja cilja do čak 90 stupnjeva od nišana[značenje?] i mogućnost označavanja specifičnih dijelova ciljanog zrakoplova (poput kokpita ili motora). ASRAAM također ima mogućnost LOAL (Lock-On After Launch) što je izrazita prednost kada se projektil nosi u unutrašnjosti zrakoplova, kao što je slučaj s F-35 Lightning II. Bojna glava ASRAAM-a aktivira se laserskim blizinskim upaljačem ili udarom. Odabran je laserski blizinski upaljač jer su RF upaljači osjetljivi na EW (elektromagnetsku) intervenciju neprijateljskih ometača. Povećani promjer ASRAAM-a također pruža prostor za povećanu računalnu snagu, a time i poboljšane mogućnosti protu-protumjera u usporedbi s drugim projektilima kao što je AIM-9X. 

## Operateri

### Trenutni operateri
Indija
Indijske zračne snage. Indija je 8. srpnja 2014. potpisala ugovor o nabavi 384 ASRAAM-a od MBDA UK za zamjenu zastarjelog Matra Magic R550, koji će biti integriran u zrakoplov  SEPECAT Jaguar.
Ujedinjeno Kraljevstvo
Kraljevske zračne snage, na Typhoonu. Također će ga nositi F-35 Lightning II u službi RAF-a i Kraljevske mornarice